# Георги Кулишев
Георги Кулишев Гугов с псевдоними Бръснатия и Вестникаря е виден български политик и журналист, революционер, деец на Вътрешната македоно-одринска революционна организация и Вътрешната македонска революционна организация, близък е до кръга Звено. През 1946 г. е външен министър в третото правителство на Кимон Георгиев, след което продължава да сътрудничи на тоталитарния режим до смъртта си и дълги години е подпредседател на парламента (1954 - 1971).

## Биография

### Ранни години
Георги Кулишев е роден в Дойран, Македония. В 1904 година завършва с деветнадесетия випуск Солунската българска мъжка гимназия. За една година от 1904 до 1905 година е учител в родния си град, а по-късно в Щип и Солун. Включва в дейността на Вътрешната македоно-одринска революционна организация. Делегат е на конгреса на Солунския революционен окръг през 1905 г., на който е избран за член на солунския окръжен революционен комитет. През 1906 г. е арестуван в Солун и затворен в Еди куле.
След Хуриета от 1908 година участва в създаването на Съюза на българските конституционни клубове и става член на градското бюро на партията в Солун. По време на Балканската война е в Солун и пише във вестник „Българин“.
След Балканските войни в 1914 година Кулишев завършва право в Софийския университет „Свети Климент Охридски“. Пише във вестник „Родина“. Работи в дирекцията по печата към Министерството на външните работи.
След Първата световна война Кулишев е виден деец на македонската емиграция в България. Представител е на Дойранското братство от второто заседание на Учредителния събор на Съюза на македонските емигрантски организации, проведен в София от 22 до 25 ноември 1918 година.
От 1921 до 1922 г. е секретар на българската легация в Цариград.
Участва като делегат от Дойранското братсво в обединителния конгрес на Македонската федеративна организация и Съюза на македонските емигрантски организации от януари 1923 година.
В междувоенния период той е активен участник в дейността на Вътрешната македонска революционна организация. На 7 юни 1920 година Кулишев подава молба за членство в масонската ложа „Светлина“.
Избран е на изборите на 29 май 1927 година за депутат в XXII обикновено народно събрание (1927 – 1931) с общогражданската листа на Демократическата партия от Горноджумайска избирателна околия. На 17 юли 1927 година народните представители от Горноджумайска, Неврокопска и Петричка околия в частно заседание се обособяват в отделна парламентарна група с председател д-р Иван Каранджулов и секретар Ангел Узунов, запасен член на Задграничното представителство на ВМРО. На 1 юли 1927 година Кулишев при разискванията по отговора на тронното слово мотивира появата на новата парламентарна група, като заявява
| „ | Ние не съставляваме отделна партия, а сме само отделна парламентарна група. Ние, народните представители от Петрички окръг, сме дошли тук с любов към България, с искрена и дълбока привързаност към българския народ и неговата свободна държава – да сътрудничим не на отделна партия против друга партия... | “ |

Според него депутатите са призвани да бъдат „носители на едни по-специални интереси“. Дълбоката причина „за безпокойство и размирие на Балканите е в жестокото третиране на поробените български населения, особено под гръцка и сръбска власт“. Пиринските депутати са с мисията да „изнесат“ националните тежнения не само на населението от Македония, но и на българите в Добруджа и Тракия“. От първата редовна сесия на ХХII ОНС депутатите настояват в отговора по тронното слово да се акцентира върху малцинствения въпрос. От името на групата Кулишев заявява, че България има „нравствено и политическо право да издигне глас за онеправданите и измъчени българи извън нейните граници“. Кулишев е депутат от Македонската парламентарна група и в XXIII обикновено народно събрание (1931 – 1934).
Кулишев е член-учредител на Македонския научен институт. При възстановяването на ВМРО пише брошурата „Новите смутители всред македонската емиграция“, в която критикува дейците на Временното представителство (серчани).
- Свитеделство на Георги Кулишев от Солунската гимназия, 11 юли 1904 г.

### Политическа кариера
След Деветоюнския преврат Кулишев е редактор на проправителствения вестник „Слово“ (1925 – 1926). След Атентата в църквата „Света Неделя“ той пише там, че „България е нападната“ от „Московския интернационал“ и говори за „страшната опасност“ от „дружбашко-комунистическите водачи“ и обслужващите „чужди интереси“ „емисари на Единния фронт“.
След разцеплението във ВМРО след убийството на Александър Протогеров застава на страната на протогеровисткото крило. Освен на „Слово“ Кулишев е редактор и на вестниците „Македония“ (1926 – 1928) и „Вардар“ (1929 – 1930). През 1931 г. емигрира в Швейцария, но през 1933 г. се завръща в България и става член на Съюз „Звено“. След Деветнадесетомайския преврат оглавява отдела за печата и цензурата на новосъздадената Дирекция на обществената обнова. Става редактор на вестник „Нови дни“ (1934 – 1935), а от 1935 и негов директор; редактор е и на изданието „1838 – 1938“. През 1938 г. е избран за депутат от Петричка околия в XXIV ОНС, но изборът му е касиран. През 1939 – 1940 г. е пълномощен министър и секретар на Министерския съвет.
През 1943 година се включва в Отечествения фронт и след Деветосептемврийския преврат в 1944 година е главен секретар на Министерския съвет (1945 – 1946). От 18 юни 1945 година представлява „Звено“ в Националния комитет на Отечествения фронт, след като Петър Попзлатев е отстранен от тази позиция под натиска на комунистите. Външен министър е от 31 март до 22 ноември 1946 година и участва в преговорите на Парижката мирна конференция. От началото на 1947 година Георги Кулишев е политически секретар на Народен съюз „Звено“ до вливането му в Отечествения фронт през 1949 година. От 1944 до 1951 г. е директор на вестник „Изгрев“. В началото на 1945 година е назначен за подпредседател на Македонския научен институт заедно с Христо Калайджиев и председател Димитър Силяновски.
Кулишев заедно с лидерите на другите леви крила на некомунистическите отечественофронтовски партии – Попзлатев, Добри Бодуров и други – се противопоставят на опитите за предаване на Пиринска Македония на Югославия и на насилствената македонизация в областта. Те настояват за принципа на доброволност при националното самоопределение на населението в областта, като неговата съдба в бъдещата федерация се обвърже в компенсационна връзка с връщането на Западните покрайнини и възможността за връщане на Западна Тракия.
Георги Кулишев е народен представител в XXVI ОНС (1945 – 1946) и в I (1950 – 1953), II (1954 – 1957), III (1958 – 1961), IV (1962 – 1965), V (1966 – 1971) и VI (1971 – 1974) Народно събрание. От 1950 до 1954 година е член на Президиума на Народното събрание, а от 1954 до 1971 година негов подпредседател. От 1945 година е член на Националния съвет на ОФ, а през 1972 – 1974 е негов заместник-председател. Носител е на орден „Георги Димитров“. От 1964 година е герой на социалистическия труд.
Умира на 27 септември 1974 година в София.
Негова съпруга е Хрисана Кулишева (1894 - 1975) от Дойран.
- Фото Алберт Баубин, Солун
- Фото Димитър Карастоянов, София